# Feldhockey-Weltmeisterschaft der Damen 2014
Die 13. Feldhockey-Weltmeisterschaft der Damen wurde vom 31. Mai bis zum 15. Juni 2014 im Kyocera Stadion in Den Haag ausgetragen. Es traten zwölf Nationalmannschaften in zunächst zwei Gruppen und danach in Platzierungsspielen gegeneinander an. Insgesamt wurden 38 Länderspiele absolviert.
Weltmeister wurden zum 7. Mal die Niederlande.

## Qualifikation
Neben dem Gastgeber  Niederlande waren die fünf amtierenden Kontinentalmeister teilnahmeberechtigt.
| Asien | Amerika     | Afrika    | Ozeanien   | Europa      |
| ----- | ----------- | --------- | ---------- | ----------- |
| Japan | Argentinien | Südafrika | Australien | Deutschland |

Außerdem qualifizierten sich die sechs bestplatzierten Mannschaften der 3. Runde der Hockey Weltliga ( Belgien,  England,  Südkorea,  Neuseeland,  USA,  China) im Juni 2013.

## Gruppen
Die Gruppen wurden nach der Weltrangliste des Welthockeyverbandes FIH eingeteilt.
| Gruppe A        | Gruppe B        |
| Niederlande (1) | Argentinien (2) |
| Australien (4)  | England (3)     |
| Neuseeland (5)  | Deutschland (6) |
| Südkorea (8)    | China (7)       |
| Japan (9)       | USA (10)        |
| Belgien (12)    | Südafrika (11)  |

In Klammern sind die Platzierungen in der Weltrangliste der FIH zur Zeit der Gruppeneinteilung angegeben.

## Spielplan
Stand 10. Juni 2014

### Gruppenphase
Für die Reihenfolge in der Tabelle zählen bei internationalen Turnieren:
1. Punkte
2. Siege
3. Tordifferenz
4. eigene Tore
5. Ergebnisse untereinander
6. ggf. 7-m-Schießen

#### Gruppe A
| Rang | Land        | Spiele | Tore | Differenz | Siege | Punkte |
| ---- | ----------- | ------ | ---- | --------- | ----- | ------ |
| 1    | Niederlande | 5      | 17:1 | + 16      | 5     | 15     |
| 2    | Australien  | 5      | 9:8  | + 1       | 3     | 10     |
| 3    | Neuseeland  | 5      | 8:7  | + 1       | 2     | 7      |
| 4    | Südkorea    | 5      | 8:9  | - 1       | 2     | 7      |
| 5    | Japan       | 5      | 7:16 | - 9       | 0     | 2      |
| 6    | Belgien     | 5      | 9:17 | - 8       | 0     | 1      |

| Datum – Uhrzeit      | Team 1      | Team 2      | Ergebnis  |
| -------------------- | ----------- | ----------- | --------- |
| 31. Mai 2014 - 10:30 | Neuseeland  | Belgien     | 4:3 (3:0) |
| 31. Mai 2014 - 14:30 | Australien  | Südkorea    | 3:2 (1:1) |
| 31. Mai 2014 - 19:45 | Niederlande | Japan       | 6:1 (3:0) |
| 2. Juni 2014 - 10:30 | Australien  | Japan       | 3:2 (1:1) |
| 2. Juni 2014 - 14:30 | Südkorea    | Neuseeland  | 1:0 (0:0) |
| 2. Juni 2014 - 19:45 | Niederlande | Belgien     | 4:0 (2:0) |
| 5. Juni 2014 - 10:30 | Belgien     | Australien  | 2:3 (1:1) |
| 5. Juni 2014 - 14:30 | Südkorea    | Japan       | 1:1 (1:0) |
| 5. Juni 2014 - 19:45 | Neuseeland  | Niederlande | 0:2 (0:2) |
| 7. Juni 2014 - 10:30 | Südkorea    | Belgien     | 4:2 (1:1) |
| 7. Juni 2014 - 17:30 | Japan       | Neuseeland  | 1:4 (0:1) |
| 7. Juni 2014 - 19:45 | Australien  | Niederlande | 0:2 (0:0) |
| 9. Juni 2014 - 10:30 | Neuseeland  | Australien  | 0:0       |
| 9. Juni 2014 - 16:00 | Niederlande | Südkorea    | 3:0 (1:0) |
| 9. Juni 2014 - 17:30 | Japan       | Belgien     | 2:2 (0:0) |

#### Gruppe B
| Rang | Land        | Spiele | Tore  | Differenz | Siege | Punkte |
| ---- | ----------- | ------ | ----- | --------- | ----- | ------ |
| 1    | USA         | 5      | 17:6  | + 11      | 4     | 13     |
| 2    | Argentinien | 5      | 12:5  | + 7       | 3     | 11     |
| 3    | China       | 5      | 9:10  | - 1       | 2     | 8      |
| 4    | Deutschland | 5      | 6:12  | - 6       | 1     | 4      |
| 5    | Südafrika   | 5      | 11:16 | - 5       | 1     | 3      |
| 6    | England     | 5      | 6:12  | - 7       | 1     | 3      |

| Datum – Uhrzeit       | Mannschaft 1 | Mannschaft 2 | Ergebnis  |
| --------------------- | ------------ | ------------ | --------- |
| 1. Juni 2014 - 13:00  | England      | USA          | 1:2 (0:2) |
| 1. Juni 2014 - 14:30  | Deutschland  | China        | 1:1 (0:0) |
| 1. Juni 2014 - 19:45  | Argentinien  | Südafrika    | 4:1 (2:0) |
| 3. Juni 2014 - 10:30  | Südafrika    | Deutschland  | 1:3 (0:1) |
| 3. Juni 2014 - 13:00  | England      | China        | 0:3 (0:0) |
| 3. Juni 2014 - 17:30  | Argentinien  | USA          | 2:2 (1:1) |
| 6. Juni 2014 - 10:30  | China        | USA          | 0:5 (0:3) |
| 6. Juni 2014 - 14:30  | Südafrika    | England      | 4:1 (2:0) |
| 6. Juni 2014 - 16:00  | Deutschland  | Argentinien  | 0:3 (0:2) |
| 8. Juni 2014 - 14:30  | USA          | Deutschland  | 4:1 (1:0) |
| 8. Juni 2014 - 16:00  | England      | Argentinien  | 1:2 (1:1) |
| 8. Juni 2014 - 17:30  | China        | Südafrika    | 4:3 (2:0) |
| 10. Juni 2014 - 14:30 | USA          | Südafrika    | 4:2 (1:0) |
| 10. Juni 2014 - 16:00 | Deutschland  | England      | 1:3 (0:0) |
| 10. Juni 2014 - 17:30 | Argentinien  | China        | 1:1 (1:0) |

### Finalrunde

#### Spiel um Platz 11
| Datum – Uhrzeit       | 6. Gruppe A | 6. Gruppe B | Ergebnis           |
| --------------------- | ----------- | ----------- | ------------------ |
| 12. Juni 2014 - 11:00 | Belgien     | England     | 2:3 n.P (1:1, 0:1) |

#### Spiel um Platz 9
| Datum – Uhrzeit       | 5. Gruppe A | 5. Gruppe B | Ergebnis  |
| --------------------- | ----------- | ----------- | --------- |
| 13. Juni 2014 - 10:00 | Japan       | Südafrika   | 0:2 (0:0) |

#### Spiel um Platz 7
| Datum – Uhrzeit       | 4. Gruppe A | 4. Gruppe B | Ergebnis  |
| --------------------- | ----------- | ----------- | --------- |
| 13. Juni 2014 - 12:30 | Südkorea    | Deutschland | 4:2 (2:0) |

#### Spiel um Platz 5
| Datum – Uhrzeit       | 3. Gruppe A | 3. Gruppe B | Ergebnis  |
| --------------------- | ----------- | ----------- | --------- |
| 14. Juni 2014 - 10:15 | Neuseeland  | China       | 4:0 (1:0) |

#### Finalspiele
|  | Halbfinale            | Halbfinale            |                       |       | Finale                | Finale                |
|  |                       |                       |                       |       |                       |                       |
|  | USA                   | 3 n. P. (2, 0)        |                       |       |                       |                       |
|  | Australien            | 5 n. P. (2, 0)        |                       |       |                       |                       |
|  | 12. Juni 2014 - 16:00 |                       |                       |       |                       |                       |
|  |                       |                       | 14. Juni 2014 - 15:15 |       |                       |                       |
|  | Australien            | 0                     |                       |       |                       |                       |
|  |                       | Niederlande           | 2 (2)                 |       |                       |                       |
|  |                       |                       |                       |       |                       |                       |
|  | Spiel um Platz drei   |                       |                       |       |                       |                       |
|  | 12. Juni 2014 - 19:45 | 12. Juni 2014 - 19:45 | USA                   | 1 (1) |                       |                       |
|  | Niederlande           | 4                     | Argentinien           | 2 (2) |                       |                       |
|  | Argentinien           | 0                     |                       |       | 14. Juni 2014 - 12:30 | 14. Juni 2014 - 12:30 |

## Endklassement
| Platz | Land        |
| ----- | ----------- |
| 1     | Niederlande |
| 2     | Australien  |
| 3     | Argentinien |
| 4     | USA         |
| 5     | Neuseeland  |
| 6     | China       |
| 7     | Südkorea    |
| 8     | Deutschland |
| 9     | Südafrika   |
| 10    | Japan       |
| 11    | England     |
| 12    | Belgien     |

## Medaillengewinnerinnen
| Platz | Land        | Sportlerinnen |
| ----- | ----------- | --- |
| 1     | Niederlande | Joyce Sombroek, Frederique Derkx, Xan de Waard, Willemijn Bos, Marloes Keetels, Carlien Dirkse van den Heuvel, Kelly Jonker, Lidewij Welten, Caia van Maasakker, Maartje Paumen, Naomi van As, Ellen Hoog, Larissa Meijer, Kim Lammers, Eva de Goede, Roos Drost, Jacky Schoenaker, Margot van Geffen   |
| 2     | Australien  | Ashlee Wells, Georgia Nanscawen, Casey Eastham, Kirstin Dwyer, Jodie Kenny, Ashleigh Nelson, Anna Flanagan, Karri McMahon, Madonna Blyth, Edwina Bone, Kellie White, Emily Hurtz, Jane Claxton, Georgie Parker, Jayde Taylor, Kate Jenner, Emily Smith, Rachael Lynch                                   |
| 3     | Argentinien | Belén Succi, Mariana Rossi, Rosario Luchetti, Macarena Rodriguez, Martina Cavallero, Luciana Aymar, Carla Rebecchi, Delfina Merino, Florencia Habif, Rocio Sanchez, Daniela Sruoga, Agustina Albertario, Mariela Scarone, Gisele Juarez, Silvina d’Elia, Noel Barrionuevo, Josefina Sruoga, Maria Mutio |